# Hugues IV de Châteaudun
Hugues IV de Châteaudun (vers 1135 – vers 1180[réf. nécessaire]), vicomte de Châteaudun, est un seigneur français du XIIe siècle. 
Il fait le voyage de la Terre sainte en 1159, pendant lequel Rotrou IV du Perche, comte du Perche, son cousin au troisième degré, fait quelques usurpations sur ses terres.

## Biographie

### Sa famille
Hugues est le fils de Geoffroy III de Châteaudun († 1140/45), vicomte de Châteaudun, et d'Helvise ou Avoise († vers 1154), dame de Mondoubleau. Sa mère apporte en dot la seigneurie de Mondoubleau, ce qui représente un accroissement sensible des domaines des vicomtes de Châteaudun vers le sud-ouest. Son père est un bienfaiteur de l'abbaye de Tiron, mais il entre en conflit avec elle ainsi qu'avec l'évêque de Chartres Geoffroy II de Lèves (1115-ap.1148). Le conflit empire et Geoffroy III est même excommunié. Il fonde la commanderie templière d'Arville vers 1135. Il entre ensuite en guerre contre son cousin Ursion de Fréteval, qui est vainqueur et le fait prisonnier en 1136. Ursion bénéficie de l'appui des religieux de Saint-Père de Chartres ; pourtant le fils de Geoffroy, Hugues parvient à faire libérer son père avec l'aide du chapitre de l'abbaye de Tiron, du comte Geoffroy de Vendôme et même de l'évêque de Chartres. Le vicomte Geoffroy part alors en Terre sainte en 1140. Il est mort à Chartres un 12 avril entre 1140 et 1145, et est enterré à l'abbaye de Tiron.

### Carrière
Hugues IV de Châteaudun devient vicomte de Châteaudun à la mort de son père et seigneur de Mondoubleau à la mort de sa mère. Par mariage, il acquiert la seigneurie de Saint-Calais. En rassemblant la vicomté de Chateaudun et les seigneuries de Mondoubleau et Saint-Calais, il se trouve à la tête d'un domaine très significatif qui enserre le nord du comté de Vendôme

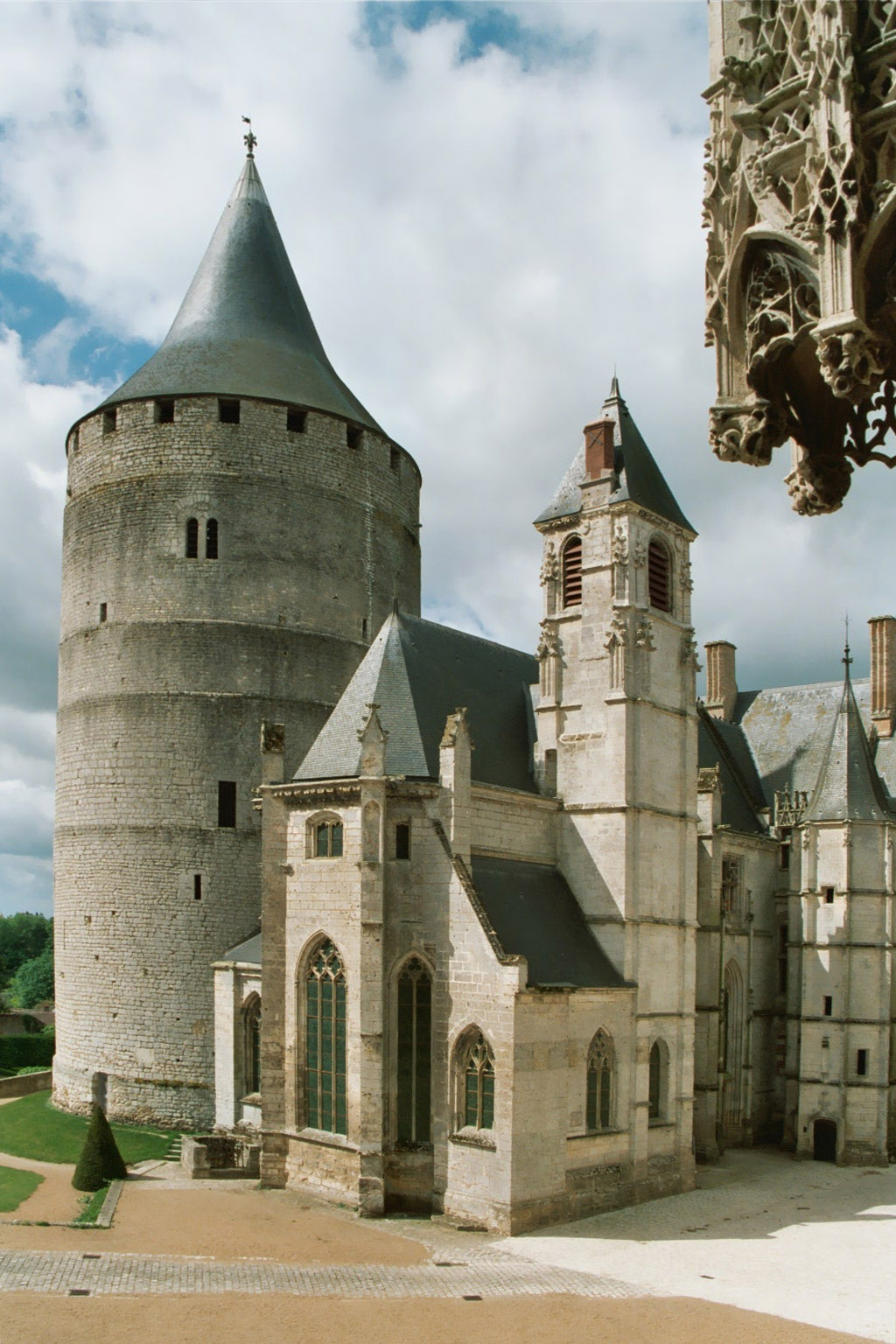
Le donjon et la chapelle du château de Châteaudun.

À la demande de son suzerain Thibaut V de Blois, dit le Bon, il emprisonne Sulpice II d'Amboise, gendre du comte (l'épouse du supplicié est Agnès de Donzy, comment Thibaut V de Blois est-il beau-père ?), et le fait mourir en 1153, à la suite de supplices, dans une tour de son château de Châteaudun. Il fait des dons, en particulier aux Templiers de la commanderie d'Arville, à laquelle son père a offert 1 000 hectares de terres.
Hugues IV de Châteaudun part en Terre sainte en 1159. Son cousin, Rotrou IV du Perche, a profité de son absence pour s'approprier certains de ses domaines. Lui-même, seigneur de Mondoubleau, veut accroître les siens. Il s'empare de la terre de Villemans, au préjudice de l'église et prieuré du Saint-Sépulcre de Châteaudun, dont elle est une possession. Yves, prieur de l'abbaye Saint-Denis de Nogent-le-Rotrou, met opposition à ses prétentions. Leur différend ne peut se terminer qu'en 1166 par l'entremise du comte Thibaut V de Blois et de son frère Guillaume, évêque de Chartres, au jugement desquels ils s'en rapportent.
Hugues est, comme son père, un bienfaiteur de l'abbaye de Tiron. Il meurt vers 1180 et est enterré à l'abbaye de Tiron.

### Mariage et descendance
Il épouse, avant 1154, Marguerite fille de Silvestre de Saint-Calais et héritière de la seigneurie de Saint-Calais. En 1187, elle est dite veuve quand elle ratifie certaines donations de son fils Hugues V. Ils ont six enfants connus :
- Geoffroy († 1176), sans descendance ;
- Hugues († 1191), succède à son père ;
- Payen († 1190 ouaprès), seigneur de Mondoubleau ;
- Eudes ;
- Héloise[5].
- Alix ;